# Museu Alemão
O Deutsches Museum  é um museu alemão dedicado às Ciências, situado em Munique, na Alemanha. 

## História
Foi fundado em 1903 e abriu as suas portas pela primeira vez, em 1906, com exposições em salas ainda temporárias, pois o edifício principal só foi inaugurado em 1925. Em 1932 seguiu a inauguração da Biblioteca e, em 1935, o edifício de Congressos. 
Ficou muito danificado durante a 2ª Guerra Mundial e só reabriu em 1948, três anos após o fim da Segunda Grande Guerra. Neste mesmo ano, abre uma outra sala dedicada às Ciências e à Aviação.
Hoje em dia, o propósito deste museu é proporcionar aos visitantes e aficcionados fácil acesso à compreensão das Ciências Naturais e do avanço tecnológico e científico.

## Colecções
No que respeita as colecções é essencial referir que, neste museu, existem mais de 18.010 objectos catalogados em cinquenta categorias, entre elas "Técnica" e "Ciências Naturais", expostas no edifício principal. Importante referir que a biblioteca do museu monopoliza cerca de 850.000 livros e textos originais, de grande valor histórico e cultural.